# Flavius Caper
Flavius Caper (2. század vége körül) római grammatikus.
Életéről semmit sem tudunk. Neve alatt két irat maradt fenn: „Ortographia capri” és „De verbis dubiis”, ám ezek mostani alakja az eredetinek csupán száraz, ismeretlen szerző által készített kivonat. Másik két, teljesen elveszett munkáját („De latinitate” és „Dedubiis generibus”) Romanus, Priscianus Caesariensis és más grammatikusok gyakran említik.